# Extremo Oriente

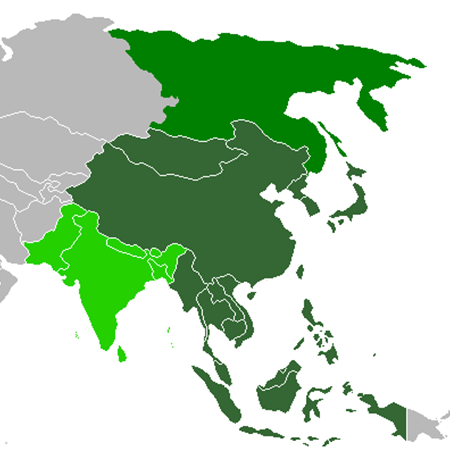
Territorio considerado parte del Extremo Oriente (Asia oriental y Sudeste Asiático).
Territorio comúnmente considerado parte del Extremo Oriente (Extremo Oriente ruso).
Territorio rara vez considerado parte del Extremo Oriente (Subcontinente indio).

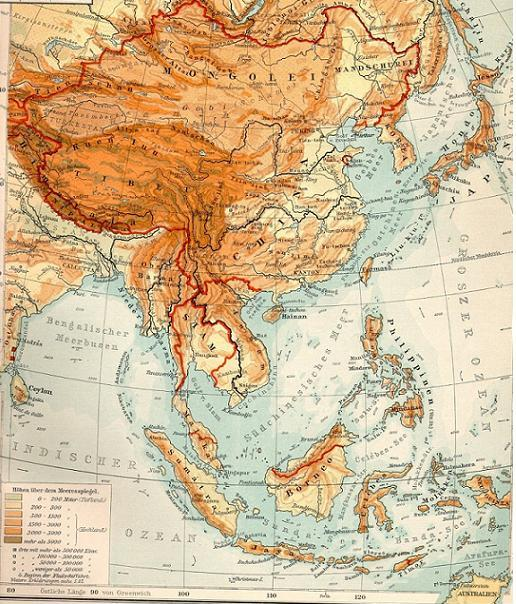
Mapa de 1903 de la región considerada tradicionalmente como Extremo Oriente.

Extremo Oriente u Oriente Extremo (en ocasiones Lejano Oriente u Oriente Lejano por calco del inglés) es una expresión de origen europeo, utilizada para referirse a una región geográfica de contornos imprecisos, ubicada en el este de Asia, caracterizada por encontrarse más alejadas de Europa que otras regiones asiáticas. La denominación lleva implícito un sesgo geográfico. La Organización de las Naciones Unidas utiliza denominaciones sin sesgo como Este de Asia, Asia Oriental y Asia del Este.
El área que abarca la región varía según el hablante. Incluye siempre a Japón, China, Corea y Mongolia y la península indochina. Con frecuencia se incluye también a Siberia oriental y muy rara vez al subcontinente indio.
En genética humana suele llamarse a la región como Asia Oriental por contraposición con Asia Occidental.

## Composición
El Lejano Oriente, como una macrorregión, está a su vez compuesto por las siguientes regiones:
- Asia Oriental
- Sudeste Asiático
- Extremo Oriente ruso (distrito federal del Extremo Oriente)

La lista de países considerados dentro del Extremo Oriente incluye, entre otros, los siguientes:
- Birmania
- Brunéi
- Camboya
- China
- Corea del Norte
- Corea del Sur
- Filipinas
- Indonesia (excluida Nueva Guinea Occidental y, en ocasiones, las Molucas)
- Japón, conocido como el «país del Sol naciente».
- Laos
- Malasia
- Mongolia
- Rusia (solo el distrito federal del Extremo Oriente)
- Singapur
- Tailandia
- Taiwán
- Timor Oriental
- Vietnam